# Strauss
Strauss je priimek v Sloveniji in tujini. Po podatkih Statističnega urada Republike Slovenije je na dan 1. januarja 2011 v Slovenji uporabljalo ta priimek 22 oseb. 

## Znani slovenski nosilci priimka
- Aleš Strauss (~1500~1600=16.stol.?), prigodni latinski pesnik
- Bernard Strauss (*1922), prevajalec in urednik
- David Friedrich Strauss (1808—1874), nemški teolog in filozof
- Franc Mihael Strauss (1674—1740), baročni slikar
- Jakob Strauss (1533—1590), astronom, filozof, fizik in zdravnik
- Janez Andrej Strauss (1721—1783), baročni slikar in pozlatar

## Znani tuji nosilci priimka
- David Friedrich Strauss (1808—1874), nemški filozof in teolog
- Emil Strauss (1866—1960), nemški pisatelj
- Franz Josef Strauss (1915—1988), nemški (bavarski) politik
- Johann Strauss  starejši (1804—1848), avstrijski dirigent in skladatelj
- Johann Strauss  mlajši (1825—1899), sin Johanna starejšega, avstrijski skladatelj in dirigent
- Josef Strauss (1827—1870), avstrijski skladatelj
- Joseph Strauss (1870—1938), ameriški gradbeni inženir, inovator, specialist za dvižne mostove (mdr. konstruiral Golden Gate)
- Leo Strauss (1899—1973), nemško-ameriški filozof judovskega rodu
- Claude Lévi-Strauss (1908—2009), belgijsko-francoski etnolog in antropolog
- Levi Strauss (1829—1902), nemško-ameriški industrialec, izumitelj jeansa
- Peter Strauss (*1947), ameriški igralec
- Richard Strauss (1864—1949), nemški skladatelj